# هیلی وب

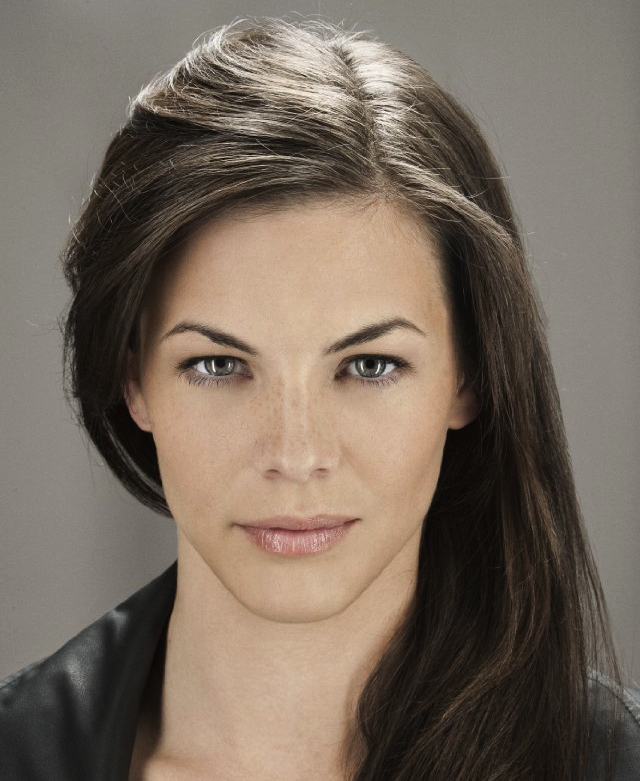

هیلی وب (انگلیسی: Haley Webb؛ زادهٔ ۲۵ نوامبر ۱۹۸۵) یک هنرپیشه، و کارگردان اهل ایالات متحده آمریکا است.
از فیلم‌های معروف او می‌توان به بازی در فیلم مقصد نهایی ۴ (۲۰۰۹) درون (۲۰۱۱) تین ولف (۲۰۱۳) و دیو و دلبر (۲۰۱۴) اشاره کرد.